# VG-31
La  VG-31  es una carretera nacional española que tiene una longitud aproximada de 2,5 km, sirve de acceso norte a la ciudad de Vitoria desde la Autovía del Norte  A-1 . Este tramo de su recorrido está desdoblado. Hasta 2019 era un tramo perteneciente a la  N-622 .

## Tramos
| Denominación | Tramo                                  | Año servicio | km  |
| ------------ | -------------------------------------- | ------------ | --- |
| VG-31        | Calle Portal de Foronda - Aránguiz A-1 | 1978         | 2,5 |